# Babí lom (přírodní rezervace)
Babí lom je přírodní rezervace mezi obcemi Lelekovice v okrese Brno-venkov a Svinošice v okrese Blansko, která zahrnuje skalnatý hřeben severojižního směru se stejnojmenným vrcholem. Hřeben je součástí Adamovské vrchoviny a tvoří samostatný geomorfologický okrsek Babí lom. Oblast spravuje Krajský úřad Jihomoravského kraje.

## Předmět ochrany

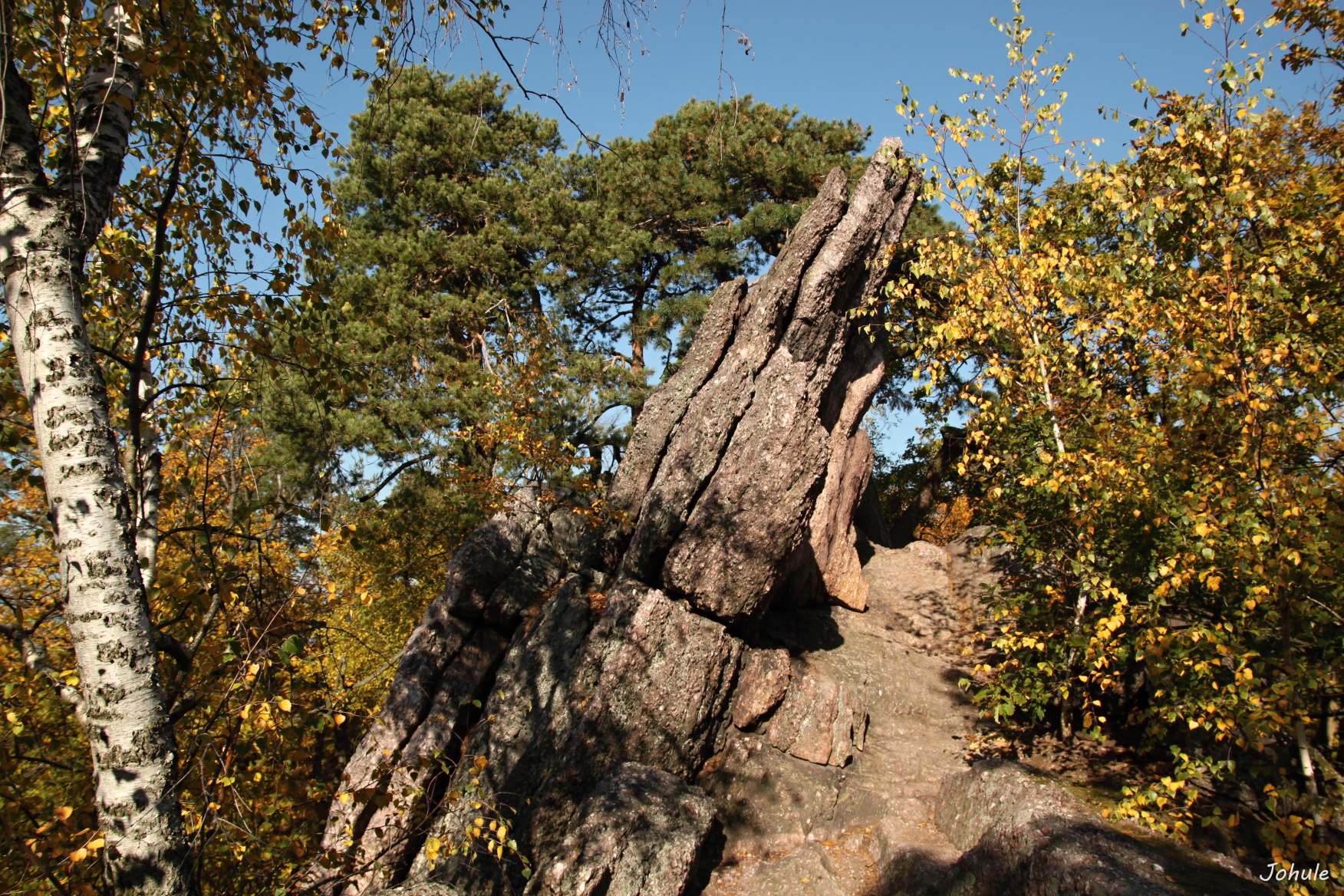
Podzim na hřebenu Babího lomu

Důvodem ochrany je zachování geomorfologicky i geologicky jedinečné a pozoruhodné lokality skalních útvarů s mozaikou přírodě blízkých až přirozených lesních společenstev extrémních stanovišť. Tato lokalita je svojí rozlohou na spodnodevonských slepencích v rámci České republiky unikátní.

## Geologie
Výrazný hřeben tvoří strmě uložené lavice rudohnědých křemenných slepenců s vložkami arkózovitých pískovců, náležejících devonskému bazálnímu klastickému souvrství facie "Old Red" a tvořících šupinu mezi rozdílnými částmi brněnského masivu (metabazitová zóna a biotitický granodiorit typu Králova Pole). Mrazové zvětrávání ve starších čtvrtohorách dalo vznik četným balvanitým sutím, kamenným proudům a kamenným mořím. V půdním pokryvu převažuje ranker typický a kyselá a silně kyselá kambizem typická a kambizem dystrická.

## Flóra
Na převážné ploše extrémního stanoviště zůstala zachována mozaika lesních společenstev borovice lesní (Pinus sylvestris), dubu zimního (Quercus petraea) a buku s příměsí dalších dřevin: habr obecný (Carpinus betulus), lípa velkolistá (Tilia platyphyllos), javory (mléč, klen a babyka), jilm horský (Ulmus glabra), jeřáb břek (Sorbus torminalis) a dřín jarní (Cornus mas), v keřovém patru brslen bradavičnatý (Euonymus verrucosus), hloh dvoublizný (Crataegus oxyacantha), růže plstnatá (Rosa tomento) a převislá (Rosa pendulina) a řešetlák počistivý (Rhammus cathartica), v bylinném patru bažanka vytrvalá (Mercurialis perennis), bělozářka větvitá (Anthericum ramosum), bika hajní (Luzula nemorosa), česnáček lékařský (Alliaria officinalis), dymnivka bobovitá (Corydalis intermedia), kakost smrdutý (Geranium robertianum), kyčelnice cibulkonosná (Dentaria bulbifera), lilie zlatohlávek (Lilium martagon), lýkovec jedovatý (Daphne mezereum), medovník velkokvětý (Melittis melissophyllum), okrotice bílá (Cephalanthera damasonium), osladič obecný (Polypodium vulgare), ostřice bledavá (Carex pallescens), ostřice prstnatá (Carex digitata), puchýřník křehký (Cystopteris fragilis), rozrazil horský (Veronica montana), rozchodník velký (Sedum telephium), strdivka jednokvětá (Melica uniflora), strdivka sedmihradská (Melica transsilvanica).

## Fauna
Z hmyzí fauny je zastoupen např. drobníček Stigmella hahniella, píďalka běločárník dubový (Campaea honoraria) a okáč voňavkový (Brintesia circe), z obratlovců slepýš křehký (Anguis fragilis), plšík lískový (Muscardinus avellanarius), krutihlav obecný (Jynx torquilla), lejsek bělokrký (Ficedula albicollis) a rehek zahradní (Phoenicurus phoenicurus), v okolních lesích hnízdí datel černý (Dryocopus martius), holub doupňák (Columba oenas), včelojed lesní (Pernis apivorus) a vzácně sýc rousný (Aegolius funereus).